# カミサレス
カミサレス（Camissares, ? - 紀元前385年）は、アケメネス朝ペルシアのキリキアの太守である。
カミサレスはカリアの人で、スキュタイ人あるいはパフラゴニア 人の女との間にダタメスをもうけた。カミサレスは、屈強な戦士であることとペルシア王アルタクセルクセス2世への忠誠心を認められて、カッパドキアに隣接しレウコシュ人の住むキリキアの一地方の太守に任じられた。カミサレスは息子と共に王のカドゥシオイ人との戦争に参加し、戦死した。彼の地位は後に、ペルシア王に反旗を翻すことになるダタメスに引き継がれた。

## 註
1. ↑  ネポス, 「ダタメス」, 1